# Dowa
Dowa ist eine Stadt 50 Kilometer nördlich von Lilongwe in Malawi in der Zentralregion und Hauptstadt des gleichnamigen Distriktes, der eine Fläche von 3041 km² und eine Bevölkerung von 411.387 (2003) hat. Die Stadt ist an das nationale Stromnetz angeschlossen. 2018 hatte sie 7.032 Einwohner (Volkszählung).
William Kamkwamba wurde in Dowa geboren und wuchs dort auf.